# Bola de Drac en Valencià
El doblatge en valencià de Bola de Drac es refereix a la versió de la sèrie d'animació japonesa Bola de Drac i Bola de Drac Z emesa per Canal Nou entre els anys 1991 i 1997. Doblada als Estudis Pertegàs de Xirivella, la sèrie va acabar convertint-se en un contingut icònic i fonamental en la difusió i aprenentatge de la llengua en valencià, sent considerada una una ferramenta molt potent per a la normalització lingüística del valencià. Les emissions de la sèrie van influir a televidents de les Illes Balears, així com xiquets de territoris com Múrcia i Albacete que van aprendre o familiaritzar-se amb el valencià gràcies a la sèrie.

## Emissions en Canal Nou
Les emissions comencen el 2 de març de 1991, durant els caps de setmana. Van passar a emetre's a l'estiu diàriament amb dues emissions, una a les 16.30 i una altra a les 20.30. L'emissió diària continua a la tardor d'aquell any fins a arribar al final dels primers 153 episodis. Així, el 20 de novembre, comença Bola del Drac Z amb l'emissió dels 104 primers episodis, que arribarien fins al 16 d'abril de 1992. Les reemissions serien una constant fins a 1995, que a més es compaginarien amb l'emissió de les noves tandes, donant lloc a dos passes de la sèrie en un mateix dia. Al matí a les 13.30 s'emetien repeticions, i les 18.00 hores era l'espai reservat per a les noves emissions. Els capítols s'emetien dins del contenidor infantil Babalà Club.

## Tandes de capítols
- Bola De Drac - 01-039 (02/03/1991)-(05/07/1991)
- Bola De Drac - 040-153 (22/07/1991)-(19/11/1991)
- Bola De Drac Z - 01-104 (20/11/1991)-(16/04/1992)
- Bola De Drac Z - 105-146 (09/10/1992)-(23/12/1992)
- Bola De Drac Z - 147-167 (06/10/1993)-(05/11/1993)
- Bola De Drac Z - 168-185 (27/12/1993)-(19/01/1994)
- Bola De Drac Z - 186-213 (14/04/1994)-(25/05/1994)[13]

## Polèmica i censura
La sèrie que fins a eixe moment havia sigut venerada per molts, va ser durament criticada per col·lectius educatius i diferents associacions de pares. Fins i tot era freqüent veure en televisió a diferents professionals del camp de la psicologia criticar durament el contingut violent que podia veure's en la sèrie. Les cartes i demandes d'aquells col·lectius van arribar ràpidament als despatxos de les diferents televisions autonòmiques. En un primer moment estes critiques van ser ignorades, Bola de drac era un èxit i ningú estava disposat a renunciar als suculents contractes publicitaris que s'aconseguien gràcies a ella. En la tanda emesa a finals de 1992, Canal Nou va aconseguir un Share del 53%. A pesar d'açò, els detractors no es van rendir i van voler anar mes allà, a Catalunya les critiques a la sèrie van arribar al parlament català. La censura de la sèrie en Canal 9 es va donar en dos etapes, primer el 1995, i el 1997 definitivament. Entre l’abril i maig de 1994, Canal Nou emet la tanda de capítols (185-213), sent l'última vegada que emetrien capítols nous. La Bola de Drac va patir la primera cancel·lació a Canal Nou a l’altura de la reemissió del capítol 167, al març de 1995. Tanmateix, Canal Nou va poder programar (tímidament i sense publicitat) la segona tanda de pel·lícules al setembre de 1995, últim material inèdit vist en Canal Nou. En la cadena de televisió publica el silenci respecte a la sèrie va a ser absolut, fins que al gener de 1997 els programadors es van començar la sèrie de Bola de Drac des del capítol 1, però l’emissió va durar sols 10 capítols. La última emissió oficial va ser el 17 de gener de 1997.

## Intents de recuperació
El 2014, un grup d'aficionats va començar una campanya de microfinançament per tal de doblar, amb els actors de veu de la sèrie original, la pel·lícula La Batalla dels Déus. Posteriorment, molts dels actors de veu han participat en actes públic, com la Japan Weekend de València.
En 2021 el director general de la radiotelevisió pública valenciana, Alfred Costa i Folgado del canal À Punt va descartar la reemissió de la sèrie atès que els codis de gènere i els valors infantils han canviat des de la primera emissió en la dècada de 1990.

## Doblatge i sonorització
El doblatge es va realitzar en Estudis Pertegàs, situat en la localitat de Xirivella, els drets d'emissió adquirits per Canal Nou van tindre un cost de 7 milions de pessetes i el cost del doblatge dels primers 153 capítols va tindre un import de 61 milions de Pessetes. La data del contracte del primer doblatge signat entre els Estudis Pertegàs i Canal Nou és del 12 de febrer de 1991. Una diferència de tot just 20 dies entre l'inici del doblatge i la primera emissió.
- Director de l'estudi i adaptador de cançons: Fernando Romero.[28]
- Secretària i administrativa de l'estudi: Marga Verdú.[29]
- Músics de l'estudi i intèrprets de les cançons: Jaume Costa Berenguer i Coral Cubells.[30]
- Traductora/ajustadora: Pilar Aguilar, Montse Anfruns.[28]
- Directors de la sèrie: Montse Anfruns, Francesc Fenollosa i Ten, Martí Pich i Aureli Delgado.[31]

## Galeria
- Veu de Francesc Fenollosa interpretant el Geni Tortuga.
- Veu de Xus Romero interpretant a Krilin (Bola de Drac Z: La batalla ardent).
- Veu de Sergio Capelo interpretant a Mr. Satan.
- Veu de Mari Giner interpretant a Son Goku (xiquet).